# Minna Hauttmann

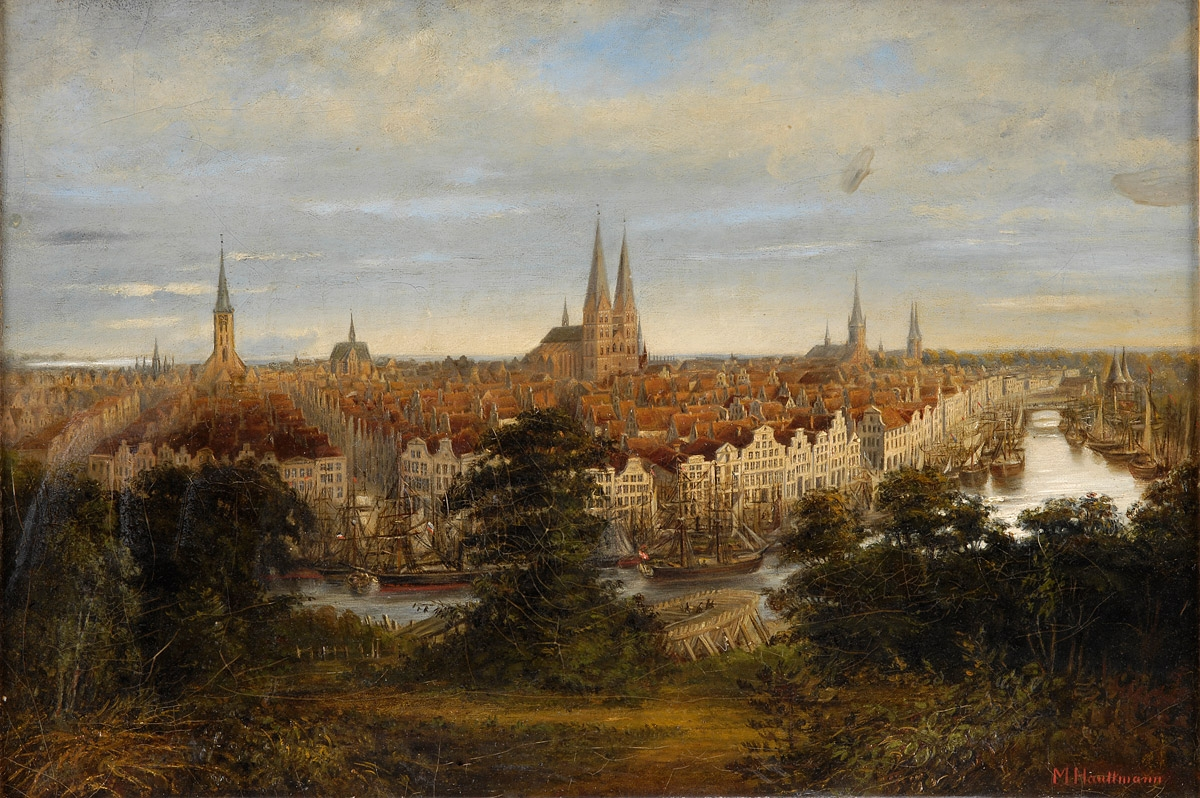
Ansicht von Lübeck

Minna Hauttmann (* 22. Dezember 1840 in Lübeck; † 19. Juni 1887 ebenda) war eine deutsche Malerin.

## Leben
Minna Hauttmann stammte aus dem Lübecker Zweig der Künstlerfamilie Hauttmann. Sie war eine Enkelin von Johann Baptist Hauttmann und Tochter und Schülerin von Ludwig Heinrich Matthias Hauttmann. Auf Reisen nach Dresden und München bildete sie sich weiter.
Sie malte vor allem Ansichten Lübecks in Öl und Aquarell sowie Landschaften und Blumenstücke. Daneben restaurierte sie alte Bilder. Ihre Werke wurden auf den Ausstellungen des Lübecker Kunstvereins in den Jahren 1867, 1870, 1878 und 1886 gezeigt. Zahlreiche ihrer Werke waren in Lübecker Privatbesitz erhalten.